# Estación de autobuses de Jaén
La estación de autobuses de Jaén es un inmueble situado en dicha ciudad, que alberga la propia estación y el clausurado Hotel Rey Fernando. 

## Historia
El edificio fue proyectado en la década de 1940, e inaugurado en 1949; anteriormente se usaba como estación de autobuses en la ciudad la Plaza del Deán Mazas. Con el paso del tiempo, y dado su mal estado debido a las goteras y a su desfase tecnológico, estuvo al borde de la demolición en varias ocasiones, con el fin de construir una nueva estación y aparcamientos subterráneos, hasta que fue finalmente declarado Bien de Catalogación General y restaurado en parte por el Ayuntamiento de Jaén y la Junta de Andalucía, si bien dicha restauración sólo supuso arreglos en la estación, no en el hotel. 

## Arquitectura
Se trata de un proyecto con vocación claramente racionalista, como lo atestiguan las diversas propuestas que se suceden entre los años 1940 y 1945. Pretende formalizar las ideas del Movimiento Moderno extendidas por Europa con una arquitectura regional racionalista que facilitara el transporte. Se compone de una gran sala de espera y vestíbulo principal de la estación, sobre la que se levanta el hotel. El edificio se cierra sobre sí mismo con un muro que crea el espacio para los andenes, y posee en la entrada una torre de reloj. La resolución de los remates en forma de curva, limpios de ornamento, es una incontestable potencia formal muy característica de los planteamientos arquitectónicos del racionalismo. Destaca la estructura porticada del vestíbulo, prolongada hacia los andenes exteriores como una impotente marquesina volada. Tiene ciertas concesiones a un lenguaje vernáculo historicista en la torre del reloj.